# Feminismo no Chile

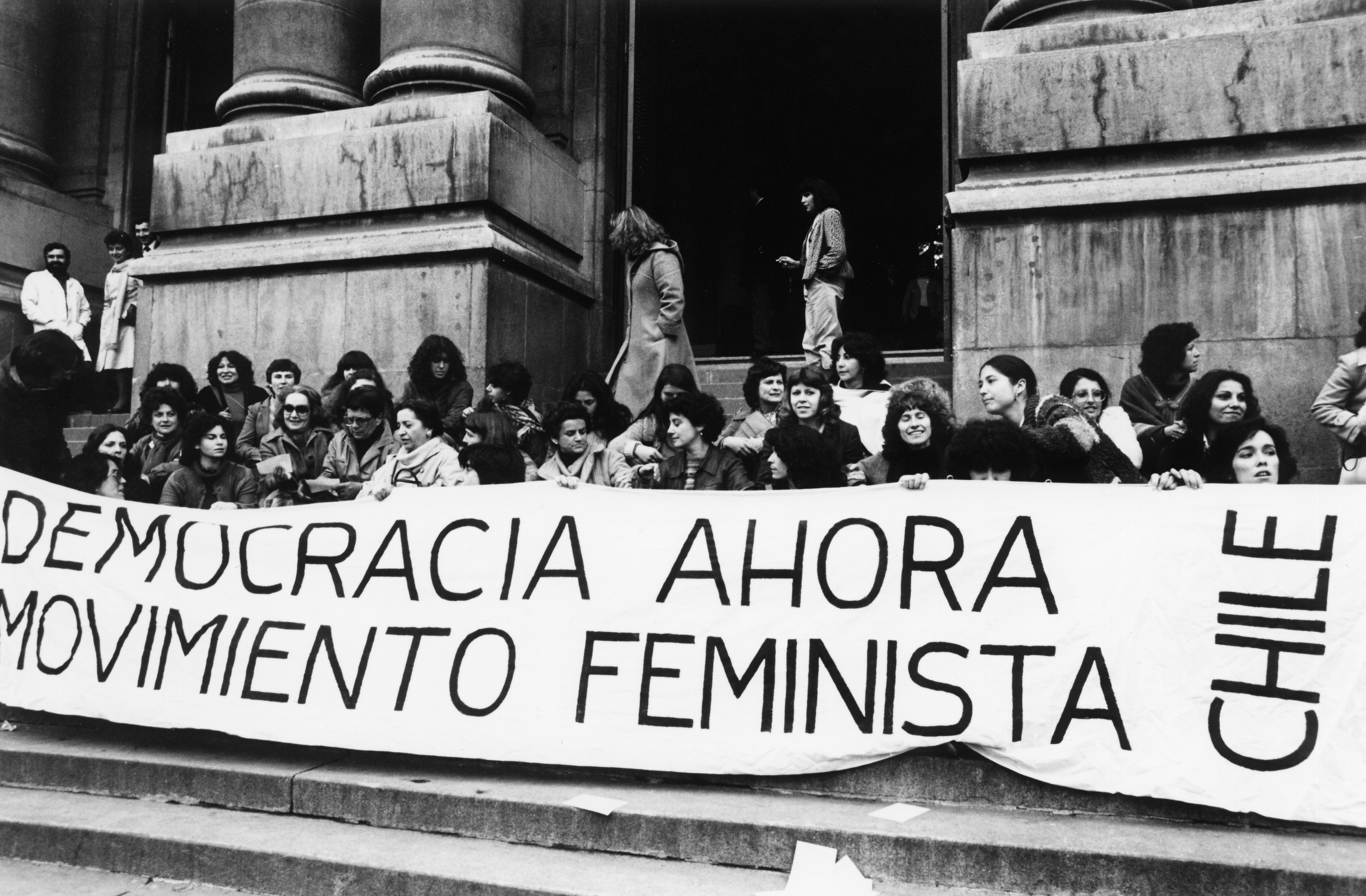
Mulheres chilenas protestam contra o regime de Pinochet.

O feminismo no Chile tem a sua própria linguagem de libertação e estratégias activistas, moldadas pelo sistema político, económico e social do país. Desde o século XIX, as mulheres chilenas organizam-se por forma a fazer valer os seus direitos políticos.  Os objectivos deste movimento contrastam com a realidade de do Chile, que é um dos países socialmente mais conservadores da América Latina. O Círculo de Estudios de la Mujer (Círculo de Estudos da Mulher) é um exemplo de organização de mulheres pioneiro, formado durante a ditadura de Pinochet (1973-1989), e que redefiniu as responsabilidades e os direitos das mulheres, ligando os “direitos das mães” aos direitos das mulheres e às liberdades civis das mulheres. O Círculo de Estudios de La Mujer foi fundado por um pequeno grupo de feministas de Santiago que pertenciam à Academia de Humanismo Cristiano. Estas mulheres juntaram-se “para discutir a situação das mulheres no Chile”; o seu primeiro encontro atraiu de mais de 300 participantes, e contestou a vida autoritária em Santiago. Estas mulheres ajudaram a moldar os direitos das mulheres no Chile.

## História do feminismo no Chile
Alguns dos primeiros movimentos feministas do chile, têm origem em grupos de mulheres socialmente conservadoras, apesar da forte influéncia do catolicismo no Chile. Em 1912, as mulheres de classe alta começaram a defender os direitos das mulheres de classe trabalhadora de uma forma que era aceite pelos grupos conservadores da época. As primeiras organizações femininas que surgiram no Chile começaram por volta de 1915, mas, ao contrário do que aconteceu em muitos outros países, estas mulheres eram provavelmente membros da classe média-alta. Por este motivo, organizaram grupos nos quais a exploração do interesse pelo feminismo surgiu através da atenção dada a questões que as feministas das classes média e alta consideravam mais importantes. Um dos primeiros exemplos disto na história do Chile ocorreu em 17 de junho de 1915, quando uma jovem estudante universitária, e mais tarde diplomata e sufragista, chamada Amanda Labarca decidiu iniciar um grupo chamado Círculo de Lectura, onde promoveu a cultura chilena ligada às mulheres. Desta forma fomentou a mudanças nas mulheres da sua comunidade, ao dar a oportunidade a mais mulheres de terem as suas vozes ouvidas, através da educação, independentemente das suas afiliações e estatuto social. O feminismo no Chile também procurou buscar conhecimento a mobilizações feministas internacionais, ao mesmo tempo que se dedicava especificamente à cultura chilena. Por exemplo, feministas como Amanda Labarca promoveram uma forma doméstica de feminismo que era sensível aos poderes governamentais - social e politicamente conservadores - da época. De um modo geral, esta época é vista como originando a primeira vaga do feminismo entre as mulheres chilenas.
O movimento feminista organizado de forma mais compacta na América do Sul no início do século XX ocorreu no Chile.
Havia três grandes organizações que representavam três classes diferentes de pessoas: o Clube de Señoras de Santiago representava as mulheres mais prósperas; o Consejo Nacional de Mujeres representava a classe trabalhadora, como professoras; outras mulheres da classe laboral organivaram outros grupos activistas para a melhoria das condições educacionais e sociais gerais. O Círculo de Lectura de Señoras foi fundado em 1915 em Santiago Chile por Delia Matte de Izquierdo . Apenas um mês depois, o Club de Señoras foi criado e fundado por Amanda Labarca. Mulheres como Amanda Labarca foram particularmente bem sucedidas nos seus esforços feministas, devido a alguns dos seus contactos internacionais e experiências resultantes de estudos no estrangeiro.
Embora o Chile fosse muito conservador tanto social como eclesiasticamente nessa época, as suas instituições educacionais aceitavam mulheres desde a década de 1870. Quando Sarmiento, exilado, vivia em Santiago, recomendou o tratamento liberal das mulheres e seu ingresso na universidade. Este último direito foi concedido durante o termo de Miguel Luis Amunategui enquanto ministro da Educação. Em 1859, quando um ex-ministro da Educação abriu um concurso para o melhor artigo sobre educação popular, Amunategui recebeu o prémio. Entre os temas defendidos no artigo estava a permissão de entrada de mulheres na universidade, ideia que recebeu de Sarmiento. O desenvolvimento da educação das mulheres foi muito atrasado pela guerra entre o Chile, o Peru e a Bolívia. O presidente Balmaceda foi um grande apoiante da educação popular. Durante a sua presidência, foi inaugurada a primeira escola secundária nacional, ou liceu, para meninas, por volta de 1890. Esta primeira vaga de feminismo começara por volta de 1884. O Chile foi um dos primeiros países latino-americanos a admitir mulheres em instituições de ensino superior, bem como a enviar mulheres para estudar no estrangeiro. Na década de 1920, existiam 49 liceus nacionais para meninas, todos dirigidos por mulheres. Para além destes, havia duas escolas profissionais para jovens mulheres em Santiago e uma em cada Província.
O Consejo Nacional de Mujeres manteve um lar para meninas que frequentavam a universidade em Santiago e ajudou as estudantes da capital. No início do século XX havia quase 1.000 jovens mulheres a frequentar a Universidade do Chile. O elemento conservador deste grupo concentrava-se principalmente na fomentação do trabalho intelectual das mulheres, enquanto mais tarde, o Conselho Nacional teve em conta ideias mais progressistas. Os seus membros eram mulheres de classe média, ou aristocratas, que tinham uma grande influência nas suas comunidades, incluindo o governo e os setores privados. Labarca escreveu vários volumes - como Actividades femeninas en Estados Unidos ( 1915 ) e ¿A dónde va la mujer? ( 1934 ). Foi acompanhada na sua investigação por um círculo de mulheres, a maioria delas ligadas ao trabalho educacional no Chile. Vários periódicos femininos foram publicados no Chile nesse período, destacando-se El Pefleca, dirigido por Elvira Santa Cruz . Labarca é considerada uma das líderes feministas mais proeminentes do Chile.
Num discurso de 1922 proferido perante o Clube de Señoras de Santiago, o editor chileno Ricardo Salas Edwards afirmou: “Manifestaram-se durante os últimos 25 anos fenómenos importantes que melhoraram a cultura geral da mulher e o desenvolvimento da sua independência. Entre eles a criação de estabelecimentos de educação primária e secundária para mulheres; as ocupações que elas encontraram como professoras da geração atual, que não podem mais duvidar da capacidade intelectual feminina; o estabelecimento de grandes fábricas e casas comerciais, que já lhe proporcionaram um emprego lucrativo, independente do lar; a organização de sociedades e clubes; e, finalmente, as atividades artísticas e literárias, ou a ação social católica das classes mais elevadas de mulheres, que se desenvolveu como estímulo a este sexo durante os últimos anos."
Amanda Labarca teve relutância em lutar pelo sufrágio feminino no Chile, por achar que era inapropriado. Em 1914, ela escreveu: “Não sou uma feminista militante, nem sou sufragista, pois acima de tudo sou chilena e hoje no Chile o voto para as mulheres está fora de questão”. Este sentimento começou a mudar à medida que a crise económica do pós-Primeira Guerra Mundial empurrou cada vez mais mulheres para a classe trabalhadora. Para complementar esta nova responsabilidade económica, as mulheres começaram a lutar pelos direitos políticos, jurídicos e económicos. Em 1919, Labarca transformou o Círculo de Leitura de Senhoras no Conselho Nacional de Mulheres, influenciado por conselhos internacionais de mulheres. Um novo corpo político foi formado no início da década de 1920 sob o nome de Partido Feminista Progressista com o objetivo de conquistar todos os direitos reivindicados pelas mulheres. Tinham por plataforma:
1. O direito ao voto municipal e parlamentar e à elegibilidade para cargos públicos.
2. A publicação de uma lista de mulheres candidatas do partido a cargos públicos.
3. A fundação de um ministério de bem-estar público e educação, chefiado por uma mulher executiva, para proteger mulheres e crianças e melhorar as suas condições de vida.[15]

As fundadoras do partido (mulheres de classe média) levaram a cabo uma campanha discreta e prudente em todo o país. Nenhuma distinção foi feita entre posições sociais de adeptos do partido, procurando-se a cooperação de todos os ramos da atividade feminina para promover os objetivos do partido. A imprensa investigou a opinião pública sobre o novo movimento. O Congresso já tinha recebido favoravelmente um projeto-lei para conceder direitos civis e legais às mulheres. Pressão foi exercida com o objectivo de obter a concessão de direitos legais às mulheres para dispor de certos bens, especialmente os produtos do seu próprio trabalho, e a transferência para a mãe, na ausência do pai, do poder de administrar os bens da criança e os rendimentos auferidos até á sua maioridade. Entendeu-se que a concessão destes direitos elevaria a autoridade da mãe e traria uma consideração mais geral para as mulheres, bem como benefícios para a vida familiar e o bem-estar social.
Um grupo que se destaca em particular como pedra angular histórica do feminismo no Chile é o Movimento pela Emancipação da Mulher Chilena (MEMCh). Fundado em 1935 por feministas influentes como Marta Vergara, o MEMCh lutou pela emancipação legal, económica e reprodutiva das mulheres, bem como pela participação comunitária para melhorar as condições sociais. O MEMCh produziu um boletim mensal ( La Mujer Nueva) que contextualizava o trabalho realizado no Chile com o feminismo internacional. Enquanto na década anterior o feminismo no Chile se centrava em objectivos mais nacionalistas e religiosos, o MEMCh iniciou uma ligação entre mulheres sul-americanas e norte-americanas, em defesa da democracia.
Em dezembro de 1948, o congresso chileno aprovou um projeto-lei que concedia plenos direitos políticos às mulheres chilenas.
Durante a ditadura de Pinochet, ao longo do final da década de 1970 e início da década de 1980, coligações e federações de grupos de mulheres - nem todas necessariamente designadas como feministas - reuniram-se em cozinhas, salas de estar e outros espaços não-políticos para conceber estratégias de derrubar o governo ditatorial. Ocorria então a segunda vaga do feminismo. Como os movimentos políticos, na sua maioria dominados por homens, foram oprimidos e quase desapareceram durante a ditadura, as mulheres reuniram-se de uma forma política fora do que era tradicionalmente masculino. Através disso, criaram organizações populares como o Moviemento pro emancipación de la Mujer, que terá influenciado diretamente a queda de Pinochet. O governo de Pinochet também envolveu exílio em massa – uma estimativa de mais de 200 mil pessoas em 1980. Enquanto as mulheres chilenas viviam exiladas em Vancouver, Canadá, uma revista feminista criada por latinas, chamada Aquelarre, começou a ter grande circulação.
Foram vários os motivos pelos quais as mulheres procuraram obter mais liberdade. Um deles consistia no fato de as mulheres chilenas tentarem espelhar a independência obtida pelas mulheres na América do Norte durante a era industrial. As mulheres queriam para trabalhar e ganhar dinheiro; no entanto, havia uma opinião generalizada de que se as mulheres trabalhassem, isso levaria à destruição da família nuclear. Algumas das preferências estratégicas que permitiram os direitos das mulheres foram a autonomia, a dupla militância e a integração.
Mesmo dentro da comunidade feminista no Chile, não existe consenso sobre a forma como o feminismo foi afectado pela democracia pós-ditadura. Embora mais políticas feministas tenham sido postas em prática durante a década de 1990, as feministas, paradoxalmente, perderam grande parte a sua voz política. Esta reconfiguração do movimento feminista pós-ditadura colocou certos desafios ao avanço dos ideais feministas. Há uma tendência geral de não ter este momento em conta na história do feminismo no Chile, apesar de existirem organizações significativas que continuaram a trabalhar pela libertação da mulher. Na década de 1990, havia frequentemente uma dicotomia entre grupos que trabalhavam dentro das instituições para incutir mudanças e aqueles que queriam distanciar os seus motivos o mais possível do patriarcado. Embora os professores privilegiados dos recém-criados programas de estudos sobre género e mulheres nas universidades tivessem mais voz, os cidadãos comuns descobriram que as suas vozes eram muitas vezes abafadas e contidas pelo feminismo institucionalizado.
O Chile tornou a violação conjugal ilegal em 1999.
Mais recentemente, os movimentos de mulheres chilenas continuam a defender os seus direitos e a sua participação a todos os níveis da sociedade democrática, e através de organizações não governamentais. Do mesmo modo, uma grande barreira política para as mulheres foi ultrapassada quando Michelle Bachelet se tornou a primeira mulher presidente do Chile. Laura Albornoz foi delegada Ministra dos Assuntos da Mulher durante o primeiro mandato de Bachelet como presidente. As funções deste cargo incluem a gestão do Servicio Nacional de la Mujer ou do Serviço Nacional da Mulher. O Servicio Nacional de la Mujer (SERNAM) protege os direitos legais das mulheres no setor público. Quando foi criado, pensava-se que o SERNAM teria enfraquecido a luta pelos direitos das mulheres por não ter sucesso na esfera de influência política. Posteriormente, descobriu-se que a organização teve um papel importante na criação de programas e legislação que promovessem a proteção dos direitos das mulheres no trabalho e na escola, e que trabalhou para criminalizar a violência doméstica. O sucesso desta organização é disputado, mas teve um papel importante na divulgação dos obstáculos que as mulheres enfrentam em todo o Chile.
A maternidade também é um aspecto importante do movimento feminista no Chile. Devido à vasta influência do catolicismo no país, os primeiros (década de 1940) centros femininos de maternidade estavam ligados à religião. A maioria destes centros, no entanto, destinava-se a mulheres da classe alta, deixando as mulheres mais pobres com menos apoio. A Organização Central de Mães (CEMA) foi criada em 1954, para “proporcionar bem-estar espiritual e material às mulheres chilenas”. O CEMA trabalhou, mais do que outros centros para mulheres, na prestação de serviços a mulheres desfavorecidas no Chile. Através da maternidade, a mulher chilena foi politizada – não só é ridicularizada por sobrepovoar um país e ao mesmo tempo receber meios mínimos de apoio reprodutivo, mas também é considerada um objecto passivo de governação.
A paridade promovida por Bachelet não lhe sobreviveu. Metade dos ministérios do seu primeiro governo eram ocupados por mulheres; na equipe de seu sucessor, Sebastián Piñera, mal chegaram a 18%.

## Acesso das mulheres ao voto no Chile
O Chile é considerado um dos países socialmente mais conservadores da América Latina. Isto é demonstrado pela luta das mulheres para ganhar liberdade em termos de voto. O governo chileno valoriza o catolicismo, que coloca as mulheres num ambiente patriarcal e domesticado, e tem sido usado como argumento para restringir os direitos das mulheres. Embora a primeira mulher a votar (Domitila Silva Y Lepe) o tenha feito em 1875, votar ainda era considerado uma barreira para os direitos das mulheres no Chile até meados de do século XX . Em 1922, Graciela Mandujano e outras mulheres fundaram o Partido Cívico Femenino (Partido Cívico das Mulheres), que se concentrava na obtenção do direito de voto das mulheres.[carece de fontes?] As mulheres ganharam formalmente o direito ao voto em 1949. Durante esse período, mulheres e homens votaram em assembleias de voto separadas devido a um esforço para exercer menos influência sobre as preferências das mulheres. As mulheres também tenderam a votar de forma mais conservadora do que os homens, demonstrando a influência da religião nas preferências de voto. Embora a maioria das organizações tenha sido dissolvida após a concessão do sufrágio, o Partido Femenino Chileno (Partido das Mulheres Chilenas), fundado por María de la Cruz em 1946, continuou a crescer e a trabalhar por mais direitos das mulheres ao longo dos anos. A influência das mulheres chilenas na política foi demonstrada em múltiplas ocasiões durante as eleições presidenciais - por exemplo, se as mulheres não tivessem votado nas eleições de 1958, Salvador Allende teria vencido. Durante a ditadura do Chile (1973-1990), os desenvolvimentos em relação aos direitos das mulheres estagnaram comparativamente. Contudo, isto não impediu que alguns grupos feministas se manifestassem, por exemplo na marcha das mulheres de 1971 contra Salvador Allende. Esta marcha teve efeitos duradouros, nomeadamente ao estabelecer o papel das mulheres na política e ao transformar o dia da marcha no Dia Nacional da Mulher. Após a ditadura, as mulheres, paradoxalmente, também pareceram perder a voz política. Com um aumento mais recente do feminismo no Chile, a primeira mulher líder, Michelle Bachelet, tornou-se a 34ª presidente em 2006–2010. Embora não seja pudesse ser reeleita nas eleições seguintes, foi nomeada a primeira diretora executiva da Entidade das Nações Unidas para a Igualdade de Género e o Empoderamento das Mulheres (ONU Mulheres). Em 11 de março de 2014, tornou-se a 36ª presidente, iniciando seu segundo mandato.

## Líderes do movimento feminista no Chile
Julieta Kirkwood, nascida em 1937, foi considerada  a fundadora do movimento feminista da década de 1980 e uma instigadora da organização de estudos de género nas universidades do Chile. Depois de estudar na Universidade do Chile, foi influenciada pela revolução de 1968 em França. No centro das suas ideologias estava o princípio: “Não há democracia sem feminismo”. Influenciada pelas ideologias do sociólogo Enzo Faletto, contribuiu para o quadro teórico da FLACSO sobre práticas rebeldes em nome do feminismo. Kirkwood não foi só teórica, mas também activista – fez parte do MEMCh 83 e também do Centro de Estudos da Mulher. Também escreveu artigos de opinião numa revista chamada Furia . O seu livro, Ser política en Chile, contextualizou o papel da academia nos movimentos sociais da década de 1980. Julieta Kirkwood defendeu a igualdade de acesso ao conhecimento científico para as mulheres, bem como um sistema educacional mais justo.
Amanda Labarca foi uma das pioneiras do feminismo no Chile e abriu o caminho para o que é o feminismo hoje.

## Vaga feminista de 2018
Os movimentos Ni una menos e Me Too geraram marchas chilenas em novembro de 2016, março de 2017 e outubro de 2017 para protestar contra a violência contra as mulheres . Após a posse de Sebastián Piñera na presidência em março de 2018, as marchas de mulheres e ocupações universitárias aumentaram entre abril e junho de 2018 para protestar contra o machismo, a violência doméstica e o assédio sexual e o comportamento sexista nas universidades e escolas, e pelo direito ao aborto .
- Um violador no teu caminho
- Feminismo na América Latina
- Feminismo na Argentina
- Feminismo no México
- Mulheres no Chile